# Caresite
La caresite (simbolo IMA: Cre) è un minerale del supergruppo dell'idrotalcite e del gruppo della quintinite appartenente alla famiglia dei "nitrati e carbonati" con composizione chimica Fe2+4Al2(OH)12CO3 • 3(H2O).

## Etimologia e storia
Il nome è in onore di Steve Cares (1909-2006) e Janet Cares (1921-2011), collezionisti statunitensi di minerali, che hanno scoperto la specie sul monte Saint-Hilaire, nel Québec.

## Classificazione
La nona edizione della sistematica dei minerali di Strunz, aggiornata dall'Associazione Mineralogica Internazionale (IMA) fino al 2009, elenca la caresite nella classe "5. Carbonati (nitrati)" e da lì nella sottoclasse "5.D Carbonati con anioni aggiuntivi, con H2O", che è ulteriormente suddivisa in base alle dimensioni dei cationi coinvolti, in modo da trovare il minerale nella sezione "5.DA Con cationi di media dimensione" dove forma il sistema nº 5.DA.40 insieme a charmarite e quintinite.
Anche nell'edizione successiva, continuata dal database "mindat.org" e talvolta chiamata Classificazione Strunz-mindat, tale classificazione viene mantenuta invariata, dove però si aggiunge al gruppo anche il minerale temporaneamente chiamato UM1987-05-OH:AlCMg e ancora oggetto di indagine.
Anche nella Sistematica dei lapis (Lapis-Systematik) di Stefan Weiß, la caresite si trova nella classe dei "nitrati, carbonati e borati" e nella sottoclasse "carbonati idrati, con anioni estranei", dove forma il "gruppo della manasseite" con il numero di sistema V/E.02 insieme a quintinite, charmarite, zaccagnaite, idrotalcite-2H, barbertonite e piroaurite-2H.
Infine anche nella classificazione dei minerali secondo Dana, usata principalmente nel mondo anglosassone, la caresite è elencata nella classe dei "carbonati, nitrati e borati" e nella sottoclasse dei "carbonati idrati contenenti idrossile o alogeno" dove forma il sistema nº 16b.7.16.

## Modificazioni e varietà
La caresite si presenta in due politipi differenti: la caresite-3T, comunemente chiamata caresite, e la caresite-2H.

## Abito cristallino
La caresite cristallizza nel sistema trigonale nel gruppo spaziale P3112 (gruppo nº 151) oppure P3212 (politipo 3T, gruppo nº 153) con i parametri reticolari a = 10,805(3) Å e c = 22,48(3) Å, oltre a 6 unità di formula per cella unitaria.

## Origine e giacitura
La caresite si forma idrotermalmente in complessi alcalini e la si può trovare associata a diversi minerali a seconda del sito di rinvenimento: microclino, analcime, natrolite, calcite, a minerali del gruppo della smectite, chamosite ed egirina (per campioni rinvenuti nella cava di "Poudrette", Montérégie, in Québec, Canada); oppure associata ad analcime, microclino, natrolite, tetranatrolite, egirina, 
siderite, biotite, anatase, hematite, nordstrandite, dawsonite, berthierine, lovozerite, zircone, fluorite e pirite (peri campioni trovati a Mont Royal, nella zona di Montréal, sempre in Québec, Canada).
La caresite è stata rinvenuta sono in Canada: nella cava di "Poudrette", nel Montérégie (Québec) e a Mont Royal (Montréal).